# SAG Ballester (club de balonmano)
Club Sociedad Alemana de Gimnasia de Villa Ballester (S.A.G.V.B) también conocido como "Club Alemán de Villa Ballester" o "Ballester", es un club deportivo situado en el norte de la localidad de  Villa Zapiola, Partido de General San Martín, en la zona norte del Gran Buenos Aires, Argentina. Actualmente tiene el segundo equipo de balonmano con más títulos a nivel local (FeMeBal) y nacional, y es uno de los tres únicos equipos del país que lograron el título continental de clubes. 

## Historia
El club fue fundado el 28 de septiembre de 1924 en un cuarto detrás de una ferretería en la esquina de las calles Lamadrid y Lacroze. Según el acta respectiva, sus 13 miembros fundadores fueron: Hans Ratzmann, Wilhelm Diller, Willy Keitel, Paul Keller, Friedrich Fastner, Karl Ratzlaff, Otto Gemkow, Fritz von Below, Michael Hülsen, Karl Schneidewind, Johann Gottfried Abinet, Anton Kirchlechner y Martín Lange.
En sus inicios, las prácticas deportivas se realizaban en un terreno libre sobre la calle Libertad, y el primer deporte practicado fue el Faustball. En la primera Asamblea General en el colegio Bismarck (actual Instituto Ballester),  se creó el emblema del triángulo que aún representa al club. El colegio cedió parte de su patio para las prácticas de gimnasia, y los gimnastas del club participaron por primera vez en una fiesta organizada por la Sociedad Coral Alemana.
En diciembre de 1925, se redactaron los primeros estatutos del club. En marzo de 1926, los entrenamientos de atletismo se trasladaron a una nueva locación en la calle Independencia al 800. Ese mismo año, se fundó la Federación "La Plata-Gau", integrada por los clubes de Ballester, Dock Sud, Quilmes y Rosario. También en 1926, se creó la división femenina de gimnasia y comenzaron los entrenamientos infantiles.
En 1928, el club adquirió un terreno frente a la estación de Malaver, y en 1933 se fundó la sección de handball. En los años siguientes, el club participó en torneos amistosos y en las competencias de "La Plata-Gau". En 1938, el club se presentó por primera vez en el torneo oficial de la Federación Argentina de Handball. A pesar de los resultados iniciales, el equipo de Primera División se consagró campeón de "La Plata-Gau" sin perder un solo partido en los seis años siguientes.
El terreno adyacente a la estación de Malaver perteneció al club hasta 1944, cuando fue vendido para adquirir el predio donde actualmente se encuentra la sede del club. En 1945, se celebró un torneo de "La Plata-Gau" en el que los 63 deportistas del club dominaron la mayoría de las competencias. Ese mismo año coincidió con la disolución de "La Plata-Gau", lo que provocó una disminución en el ámbito competitivo. No obstante, el club siguió expandiendo sus disciplinas y su infraestructura, incluyendo la inauguración de una piscina, vestuarios, una pista de atletismo, canchas de tenis y básquet, y un salón de eventos, lo que incrementó también la cantidad de socios.
En 1956, el club se consagró campeón de handball en las categorías de Primera y Segunda, así como en Damas, Veteranos y Juveniles. En 1958, se fundó la Asociación Deportiva Argentino-Germana y Rupert Weilharter fue elegido presidente, cargo que ocupó hasta su muerte en 1964. En la década de 1970, el club continuó con proyectos de expansión, como la construcción de una piscina olímpica y de saltos, y la popularidad de la Fiesta de la Cerveza de 1970.En 1975, Tito Steiner, destacado atleta del club, alcanzó reconocimiento internacional al batir su propio récord en decatlón, tanto a nivel argentino como sudamericano. En los años siguientes, el club continuó creciendo, con la construcción de un estadio y la organización de eventos deportivos de relevancia, como el torneo internacional de atletismo en el CENARD, en el marco del Cuarto Centenario de la Ciudad de Buenos Aires.
En 1990, el estadio del club fue sede del Campeonato Mundial de Básquetbol para Adultos, evento para el cual se realizaron importantes mejoras, como la instalación de piso de parquet y equipos de audio. En 1995, el club albergó el Campeonato Mundial de Handball en la categoría Juniors. Ese mismo año, Andrés Kogovsek, el máximo goleador histórico de la Selección de balonmano de Argentina, ganó la medalla de bronce en los XII Juegos Panamericanos, y en 1999 fue considerado uno de los diez mejores jugadores del mundo. Durante las décadas de 2000 y 2010, los éxitos deportivos continuaron en balonmano y natación, consolidando al club en la cima de ambas disciplinas a nivel nacional. A lo largo de estos años, se mantuvieron varias actividades deportivas, como vóley femenino, gimnasia artística, gimnasia aeróbica, atletismo, faustball, tenis, fútbol y yoga, además de la organización de eventos deportivos, culturales y sociales.

## Palmarés
[cita requerida]
| Competencia            | Campeón |
| ---------------------- | --- |
| Metropolitano          | 10 (1977, 1982, 1987, 2002, Clausura 2013, Apertura 2014, Clausura 2014, Clausura 2019, 2021 Apertura 2025) |
| Nacional               | 10 (1978, 1979, 1980, 1981, 1982, 1989, 2002, 2012, 2015, 2017)                                             |
| Super 8                | 5 (2010, 2012, 2017, 2019, 2023)                                                                            |
| Copa Femebal           | 1 (2015) |
| Sudamericano de Clubes | 1 (1983) |

### Panamericano de clubes
S.A.G.V.B. ha logrado conquistar el título continental en 1983, cuando el torneo aún era Sudamericano de clubes. 

## Planteles
[cita requerida]

### Liga de Honor Oro 2025
| Entrenador            | Entrenador                  | Gastón González Arias | Gastón González Arias |
| Asistente             | Asistente                   | Alejandro Mariné      | Alejandro Mariné      |
| Preparador Fisico     | Preparador Fisico           | Tomas Drault          | Tomas Drault          |
| D                     | Nombre                      | Edad                  |                       |
| Arqueros              |                             |                       |                       |
| 1                     | Quilly Diaz Velez           |                       |                       |
| 86                    | Faustino Hohl               |                       |                       |
| Extremos izquierdos   |                             |                       |                       |
| 13                    | Francisco Soto Rottenbucher |                       |                       |
| 23                    | Francisco Tome              |                       |                       |
| 9                     | Javier Altenbach            | 23/06/1986 (39 años)  |                       |
| Extremos derechos     |                             |                       |                       |
| 30                    | Patricio Orlandi            |                       |                       |
| 91                    | Agustin Ortileb             |                       |                       |
| Armadores / Centrales |                             |                       |                       |
| 2                     | Leonardo Werner             | 16/08/1996 (28 años)  |                       |
| 4                     | Sebastian Simonet           |                       |                       |
| 10                    | Matías Scovenna             | 21/05/1987 (38 años)  |                       |
| 14                    | Gonzalo Bono                | 19/04/1995 (30 años)  |                       |
| 11                    | Nicolas Rodriguez           |                       |                       |
| 44                    | Joaquín Aravena             |                       |                       |
| 20                    | Santiago Caamaño            |                       |                       |
| Pivots                |                             |                       |                       |
| 26                    | Julián Romero               | 06/09/1996 (28 años)  |                       |
| 8                     | Mariano Cánepa 2º           | 07/05/1987 (38 años)  |                       |
| 15                    | Francisco Facio             |                       |                       |
| 32                    | Agustín Gauder              |                       |                       |

 Selección absoluta de Argentina

### Equipo B - Liga de Honor Plata 2025
S.A.G.V.B. "B" es el segundo equipo del club. El mismo ha cosechado en más de una oportunidad el torneo local de Ligha de Honor Plata (siguiente a la Liga de Honor Oro). También ha logrado el ascenso a la máxima categoría, pero por políticas de la Federación Metropolitana de Balonmano no se permite que dos equipos del mismo club jueguen en la misma división.
| Entrenador            | Entrenador               | Alejandro Marine |
| D                     | Nombre                   | Edad             |
| Arqueros              |                          |                  |
| 16                    | Agustín Sambrana         |                  |
| 12                    | Andres Pinter            |                  |
| 22                    | Mateo Evangelista        |                  |
| Extremos izquierdos   |                          |                  |
| 23                    | Lucas Sarmiento          |                  |
| 10                    | Leonel Rodriguez         |                  |
| Extremos derechos     |                          |                  |
| 14                    | Santiago Fenochio        |                  |
| 27                    | Ignacio Silva            |                  |
| Armadores / Centrales |                          |                  |
| 2                     | Matias Boge Duarte       |                  |
| 3                     | Luan Campos              |                  |
| 5                     | Bruno Guerrero           |                  |
| 18                    | Fernando Bono            |                  |
| 6                     | Patricio Coronel         |                  |
| 7                     | Mariano Nebuloni         |                  |
| 21                    | Tomas Ortolano           |                  |
| Pivots                |                          |                  |
| 8                     | Ezequiel Romero          |                  |
| 23                    | Ezequiel Caia            |                  |
| 18                    | Santiago Falucho Carbone |                  |

### Equipo C - Segunda División 2025
S.A.G.V.B. "C" es el tercer equipo del club. 
| Entrenador            | Entrenador                | Juan Manuel Bazan |
| D                     | Nombre                    | Edad              |
| Arqueros              |                           |                   |
| 18                    | Iñaki Giner               |                   |
| 20                    | Lautaro Villarruel Torres |                   |
| Extremos izquierdos   |                           |                   |
| 10                    | Valentín Cotter           |                   |
| 6                     | Alejandro Mauch           |                   |
| 7                     | Tomás Pillarou            |                   |
| Extremos derechos     |                           |                   |
| 11                    | Franco Orlandi            |                   |
| Armadores / Centrales |                           |                   |
| 3                     | Bruno Villavicencio       |                   |
| 2                     | Santiago Coca             |                   |
| 9                     | Matias Cazamajou          |                   |
| 14                    | Gastón Loose              |                   |
| 15                    | Juan Ignacio Pujol        |                   |
| 23                    | Franco Gallardi           |                   |
| Pivots                |                           |                   |
| 21                    | Gastón Rudich             |                   |

### Equipo D - Tercera División 2025
S.A.G.V.B. "D" es el cuarto equipo del club. 

| Entrenador            | Entrenador         | Daniel Betti |
| D                     | Nombre             | Edad         |
| Arqueros              |                    |              |
| 1                     | Germán Senger      |              |
| 12                    | Matias Chedrese    |              |
| 36                    | Tobias Rodrigez    |              |
| Extremos izquierdos   |                    |              |
| 91                    | Diego Gil Barbara  |              |
| 18                    | Felix Lösch        |              |
| 88                    | Galo Bastieri      |              |
| 30                    | Joel Benavidez     |              |
| Extremos derechos     |                    |              |
| 9                     | Sebastian Luis     |              |
| 50                    | Rocco Brizzola     |              |
| 17                    | Gabriel Alonso     |              |
| Armadores / Centrales |                    |              |
| 2                     | Juan Manuel Soto   |              |
| 5                     | Pablo Posada       |              |
| 3                     | Sergio Montes      |              |
| 6                     | Alejandro Aupperle |              |
| 8                     | Ignacio Caia       |              |
| 25                    | Tiago Heinze       |              |
| 11                    | Patricio Alvarez   |              |
| Pivots                |                    |              |
| 21                    | Germán Jeshen      |              |
| 24                    | Rodrigo Romero     |              |
| 3                     | Matías Aupperle    |              |
| 40                    | Guido Angrisani    |              |

## Estadio
El Club Alemán de Villa Ballester cuenta con un estadio techado y un amplio predio en el que, además de actividades deportivas se han desarrollado espectáculos culturales tales como recitales musicales. El 8 de agosto de 1990 fue sede de la inauguración del campeonato mundial de básquetball, con el partido entre Estados Unidos y Grecia, que contó con la presencia del gobernador de la Provincia de Buenos Aires, Eduardo Duhalde, del presidente de la Nación (Argentina) Carlos Saúl Menem y del presidente de la Asociación del Fútbol Argentino, Julio Grondona. Además, en ese evento, fue sede de los partidos de uno de los grupos. El estadio permite la asistencia de 4.000 personas entre las plateas y el campo. Entre los artistas que participaron se cuenta: Ricardo Iorio, Babasónicos, Kermesse Redonda, Don Osvaldo, Bresh, Las Pastillas del Abuelo, Skay y los Fakires, Los Gardelitos, El Kuelgue, Caras Extrañas. 